# Шумов, Пётр Иванович
Пётр Ива́нович Шу́мов (фр. Pierre Choumoff, пол. Piotr Szumow; 26 марта 1872, Гродно — 25 июня 1936, Лодзь, Лодзинское воеводство) — французский фотохудожник, личный фотограф скульптора Огюста Родена.

## Биография и творчество

### Российская империя

##### Революционная деятельность
Родился 26 марта 1872 года в Гродно в семье надворного советника. В гимназические годы увлёкся революционными веяниями, участвовал в нелегальном кружке, в издании подпольной газеты. В 1891 году поступил в Санкт-Петербургский технологический институт. В 1890-е годы примкнул к гродненскому революционному кружку Сергея Галюна, поддерживающему связи с польским Вторым Пролетариатом, нелегальными организациями Петербурга, Киева и других городов Российской империи.
Первый арест Шумова произошёл на студенческих каникулах, летом 1894 года, когда конспиративное собрание кружковцев выследили жандармы. Петру Ивановичу было предъявлено обвинение в хранении нелегальной литературы, на три года запрещён выезд из Гродно. Однако подпольная деятельность продолжалась — Шумов сотрудничал с Российской социал-демократической партией, руководил гродненской организацией Польской социалистической партии. Впоследствии он ещё семь раз был арестован, в общей сложности пришлось провести в тюрьме четыре года. В борьбе за свержение самодержавия, права национальных меньшинств (белорусов, поляков, евреев) участвовала и жена Шумова Екатерина. После очередного ареста в 1906 году возникла перспектива каторги, и в 1907-м тридцатипятилетний Шумов с женой и трёхлетней дочерью Марией покинул Россию.

### Франция

#### Освоение профессии
Семья эмигрантов обосновалась в Париже. Шумов отыскал бывшего соратника по революционной деятельности Яна Строжецкого, приехавшего в город несколькими годами ранее. Бывший активный революционер работал в ателье французского фотографа Феликса Боннэ на авеню дё Клиши, 34 и предложил Шумову стать напарником. В отличие от Строжецкого, пристрастившегося к фотографии ещё в ссылке в Якутии в 1903—1904 годах, для Шумова фотоискусство было областью неизведанной — он признался, что никогда не держал в руках фотоаппарата.

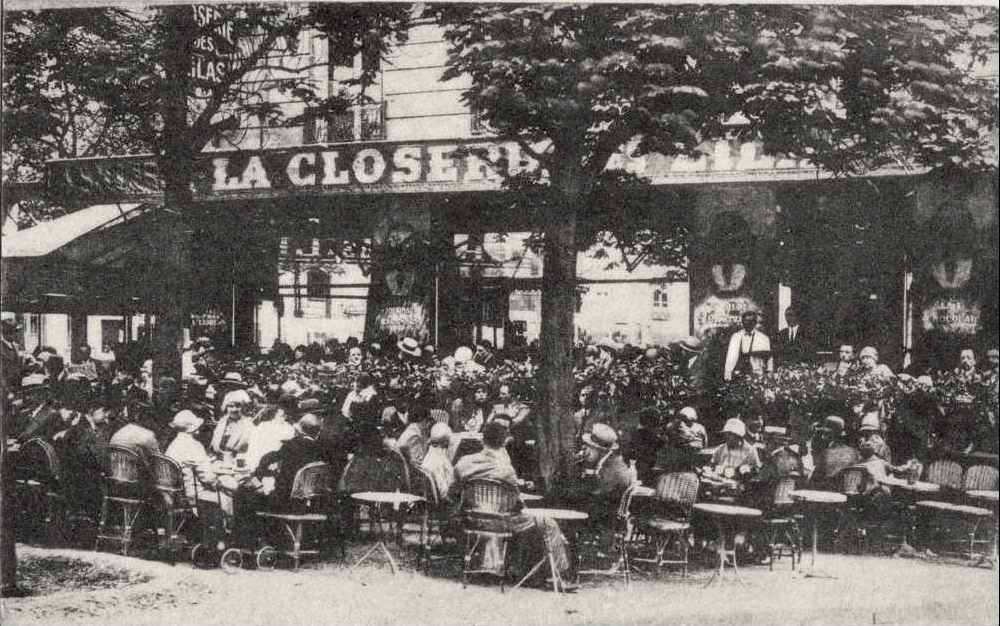
La Closerie des Lilas.Париж. 1909

Благодаря полученным в университете знаниям и поддержке коллеги механические и химические принципы фотографии удалось освоить довольно быстро, — но художественного образования не хватало. Для постижения искусства создания образов, композиции, сочетания света и тени Шумов отправился на левый берег Сены, в кофейни «Дом», «Ротонда», «Клозри де Лила», «Селект», «Куполь» — излюбленные места встреч живописцев, поэтов, писателей и своего рода центр культурной жизни Парижа начала XX века.

#### Ателье
Общение не прошло даром — в 1911-м Шумов открыл уже собственное фотоателье на Монпарнасе, рю дю Фобур Сен-Жак, 5 (XIV округ) и вскоре сделался популярным в Париже фотографом-портретистом. Сын фотографа оставил описание творческой лаборатории: 
Ателье Шумова, с высокими потолками, располагалось на самом верху здания, фасад которого был оснащён огромным застеклённым фонарём, пропускавшим максимальное количество света. В одном из углов находилась винтовая лестница, ведущая в мезонин, оборудованный под лабораторию. Именно здесь, среди нагромождения реактивов, Шумов занимался проявлением и ретушью негативов, в основном стеклянных пластинок большого формата (18х24).

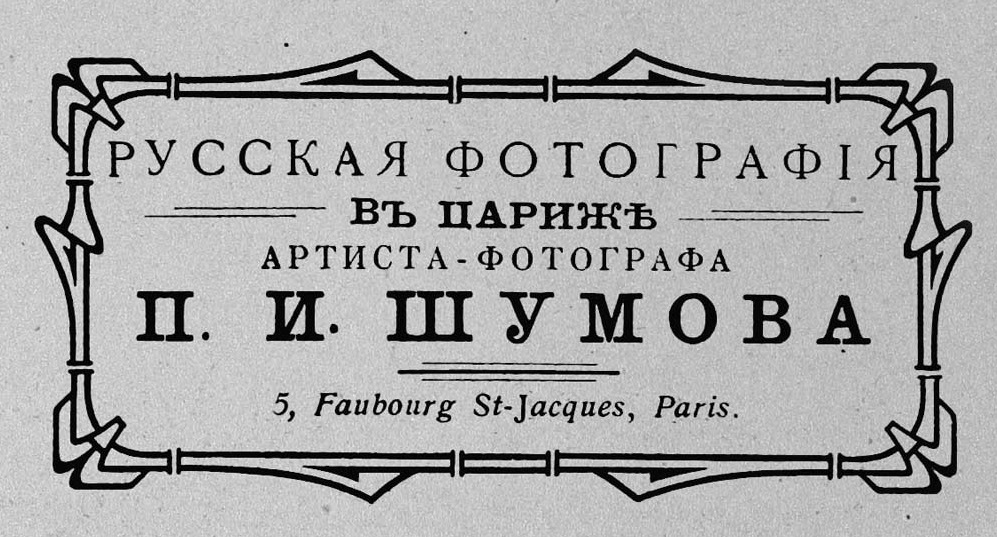
Реклама ателье П. Шумова в журнале «Бич» (Париж, 1920. № 1)

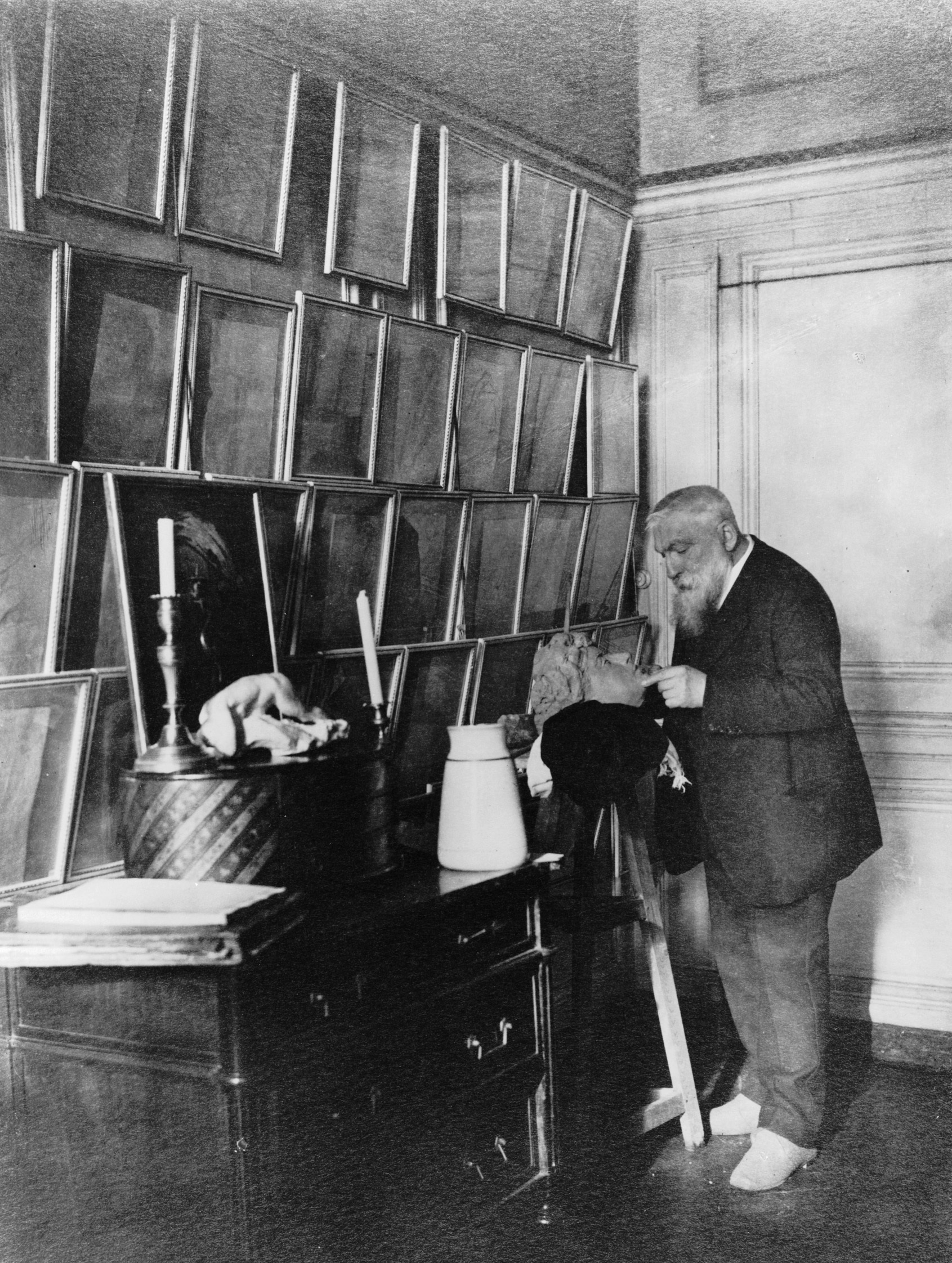
О. Роден в мастерской

Известности ателье немало способствовало состоявшееся в том же году знакомство Шумова с Огюстом Роденом, быстро перешедшее в тесное сотрудничество, длившееся до смерти скульптора. В 1912—1917 годах Шумов создал фотолетопись последних лет жизни и творчества Родена (портреты мэтра, его работа в мастерской, свадьба c многолетней спутницей жизни Роз Бёре, состоявшаяся за две недели до её смерти, похороны мадам Огюст Роден, Роден на смертном одре и др.). После смерти скульптора Шумов стал первым фотографом Музея Родена, открывшегося в августе 1919 года в Париже.

#### Искусство художественной фотографии

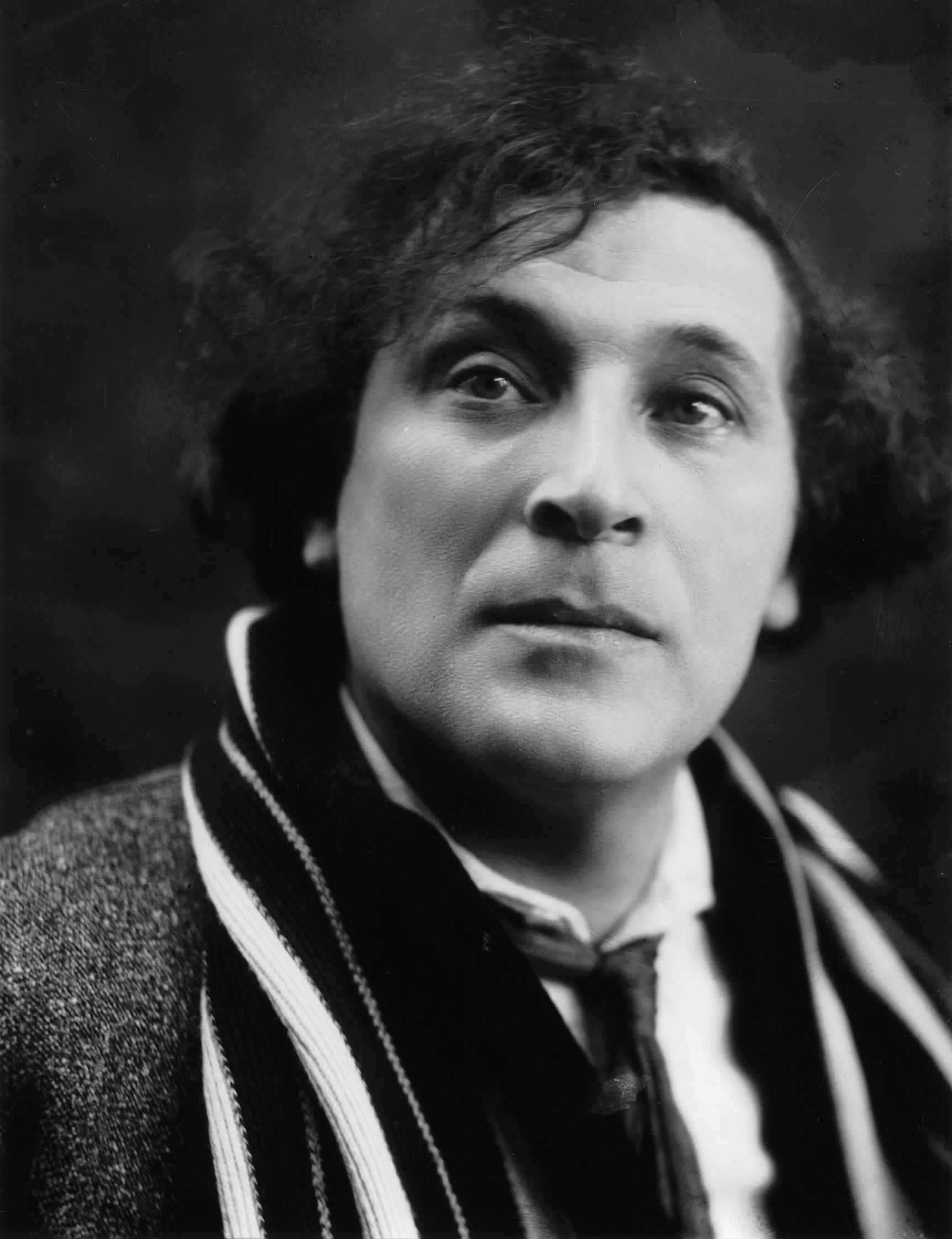
М. Шагал

Работам Шумова свойственна игра на контрасте света и тени. Главным в своём искусстве мастер считал «интуитивное усилие», направленное на проникновение в психологию личности модели. Фотограф работал с моделью по несколько часов, вникая в характер и подбирая наиболее выгодный ракурс — профиль или поворот на три четверти, обыгрывая свет и тень, в зависимости от психотипа личности предлагая устремить взгляд на зрителя или в отдалённую закадровую точку. Важную роль в создаваемых им фотопортретах нередко играла рука, служащая своего рода «цоколем» и вносящая пластический элемент в композицию. 

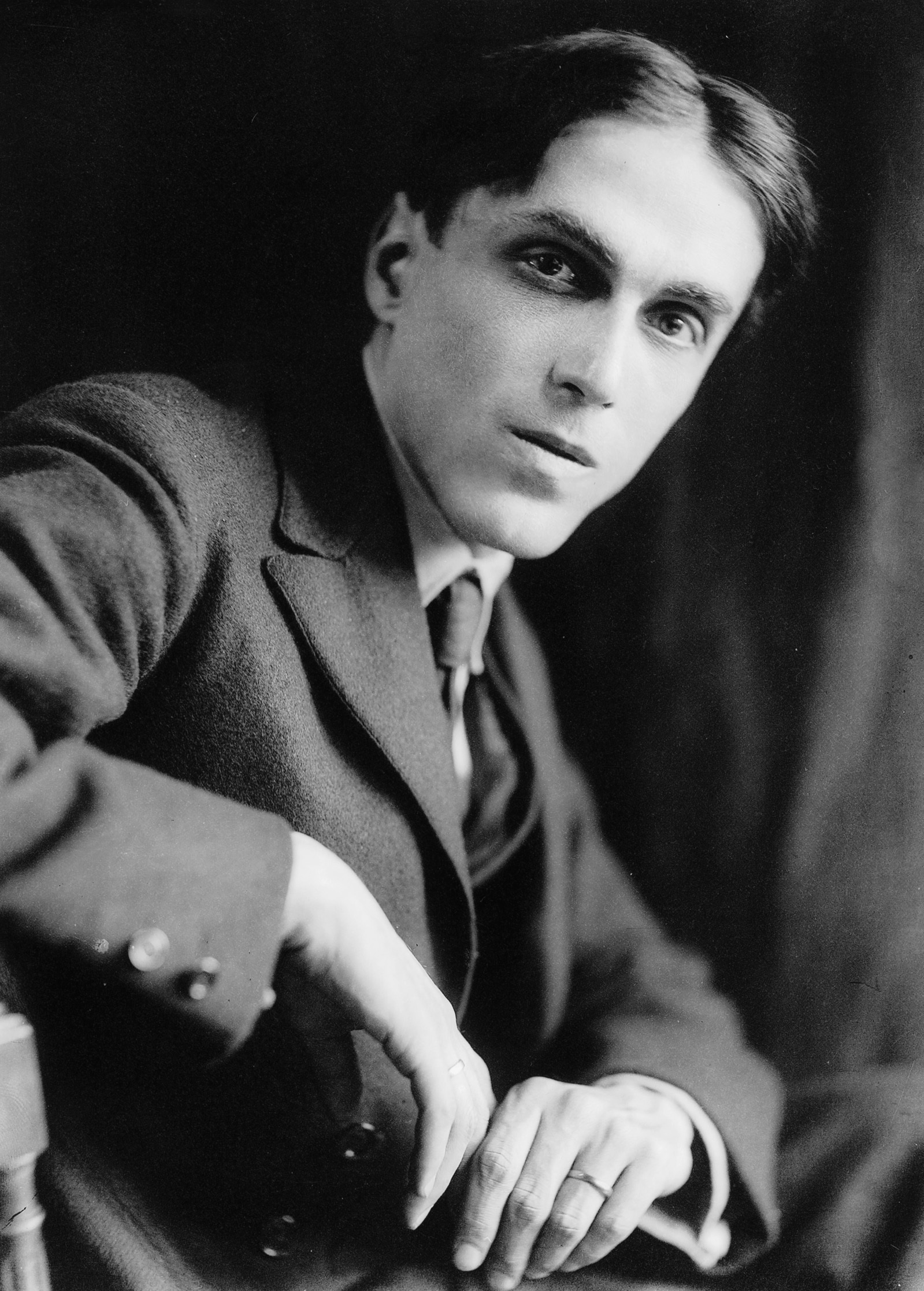
Ж. Питоев

Порой оригинальность образа подчёркивали очки, игра отражения на стёклах использовалась художником для создания интриги.
Большое значение придавалось и технической стороне работы. Исследовательница фонда Шумова в Музее Родена В. Глютрон выделяет два типа ретуши. Первый, применявшийся чаще, выполнялся простым карандашом на стеклянных пластинках — Шумов без нажима наносил мельчайшие штрихи на участки негатива, которые хотел очистить от лишних, на взгляд мастера, деталей — при печати на месте карандашных штрихов получались высветленные участки, свободные от изъянов. Во втором случае на негатив наносилось особое вещество, затем фрагментарно соскабливаемое острым инструментом — на фотографии образовывались затемнённые участки. Для получения особых художественных эффектов использовался бромойлевый процесс печатания.

Ретушь служила не созданию идеализированного образа модели, а акцентированию черт, составляющих её характер и оригинальность. В докладе о художественной фотографии в мае 1923 года Шумов отмечал:
При фокусировке мы отдаляемся от натуры, потому что глаз приближается при этом вплотную к объекту, тогда как реально мы наблюдаем его с некоторой дистанции. Помещая глаз так близко, мы обычно замечаем гораздо больше деталей <…>. Поэтому нужно добиться устранения некоторых несущественных, поскольку они невидимы для глаза, деталей. Это достигается либо с помощью ретуши, либо путём получения размытого изображения. Отсюда необходимость ретуши в случае [слишком] чёткого изображения.

#### Творческая деятельность и признание
В 1918 году Музеем Родена в Базеле и Берне были организованы посвящённые творчеству Родена выставки, представлявшие скульптуры, акварели и рисунки мэтра, а также 40 фотографий Шумова.
В 1921-м выставки фотопортретов Шумова прошли в помещениях «Русского книгоиздательства „Я. Поволоцкий и Ко“» и фабрики «Lumier». В 1922—1923 годах художник сотрудничал с Обществом «L’Art et science», Обществом русских инженеров, выступал с докладами и лекциями о художественной фотографии.

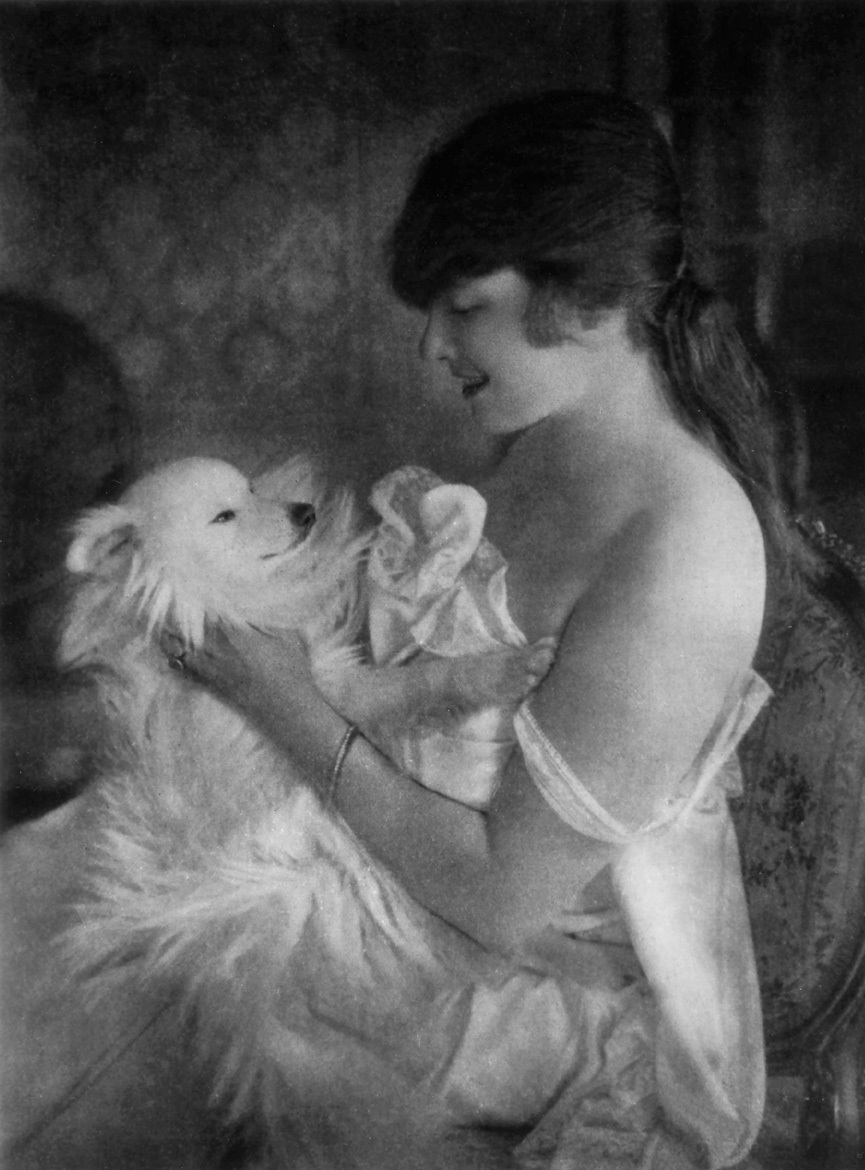
Портрет Графини Х

Европейскую известность фотографу принесли Гран-при Лондонского салона фотографии за «Портрет Графини Х» и ежегодный приз лондонского журнала «Photograms of the year» (1922), сопроводившего публикацию комментарием:
…переходим к изумительному «Портрету Графини Х» Пьера Шумова — французскому до мозга костей. Восхищает мастерство, превращающее шелковистую собаку в средоточие света, в лёгкой дымке серебристо-серых тонов. Фон замечательным образом сочетается с сюжетом, и абрис кресла эпохи Людовика XVI придаёт всей композиции законченный характер.
Шумов участвовал в Осенних салонах (1927, 1930), Салоне Тюильри (1932) и других выставках. За портреты был удостоен бронзовой медали Французского общества фотографии, золотой медали Всемирной выставки в Париже (1925).
В 1920-х годах Шумовым создана галерея фотопортретов известных русских деятелей культуры — М. Алданов, Л. С. Бакст, К. Д. Бальмонт, М. Волошин, Н. С. Гончарова, Б. К. Зайцев, А. И. Куприн, М. Ф. Ларионов, В. В. Маяковский, С. С. Прокофьев, И. Ф. Стравинский, С. Н. Судьбинин, А. Н. Толстой, Н. Тэффи, М. И. Цветаева, В. Ф. Ходасевич, Саша Чёрный, М. З. Шагал, Л. Шестов, И. С. Шмелёв, В. И. Шухаев, И. Г. Эренбург и другие, серия портретов танцовщиков и балерин Русского балета С. П. Дягилева; портреты митрополита Евлогия, генерала А. И. Деникина, политиков А. Ф. Керенского, П. Н. Милюкова, П. Б. Струве, премьер-министра Великобритании Дж.-Р. Макдональда, А. Барбюса, Э. Верхарна, Айседоры Дункан, Ж. Кокто, Ф. Леже, К. Моне, А. Франса, А. Эйнштейна и многих других.

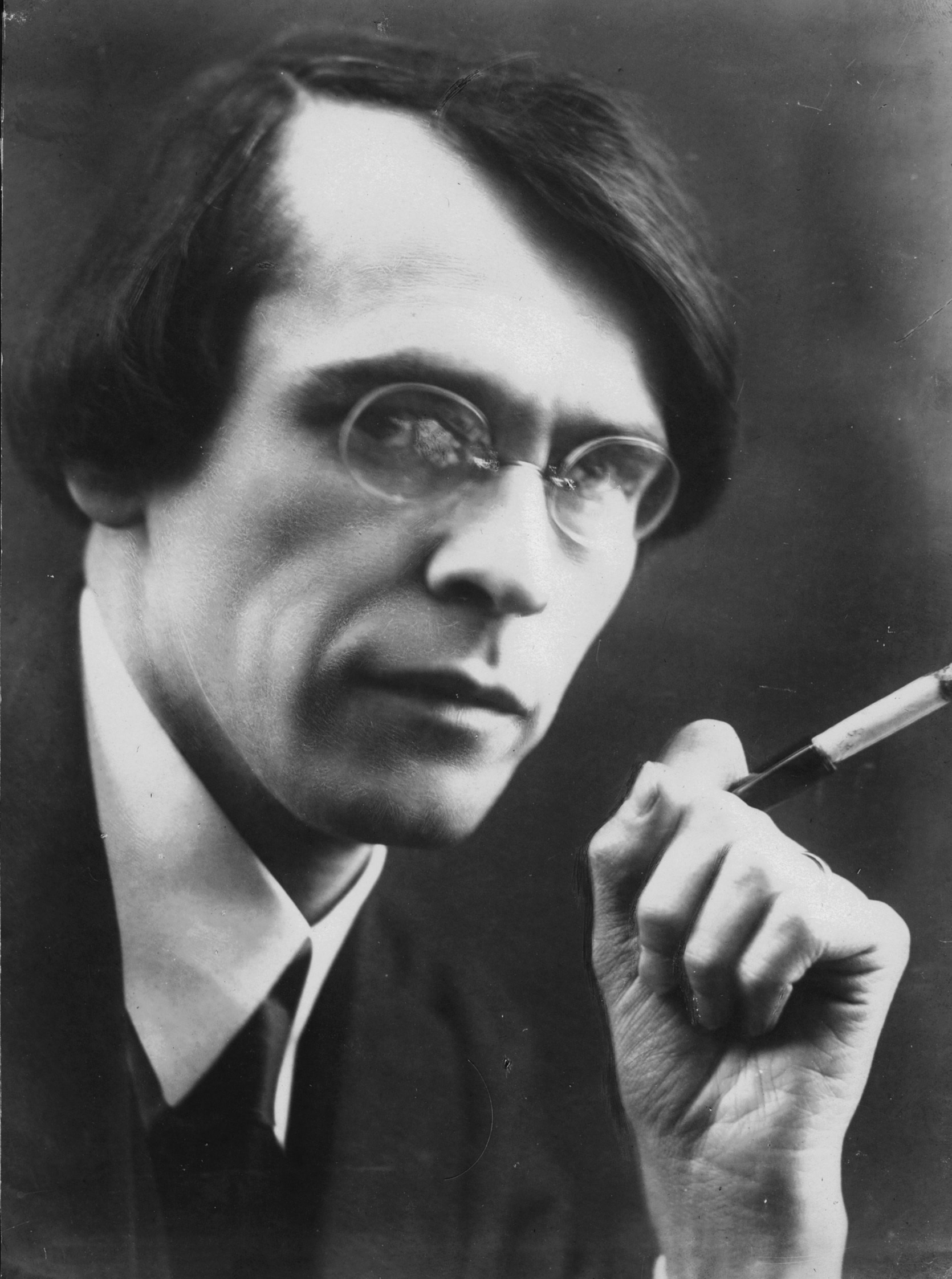
В.  Ходасевич
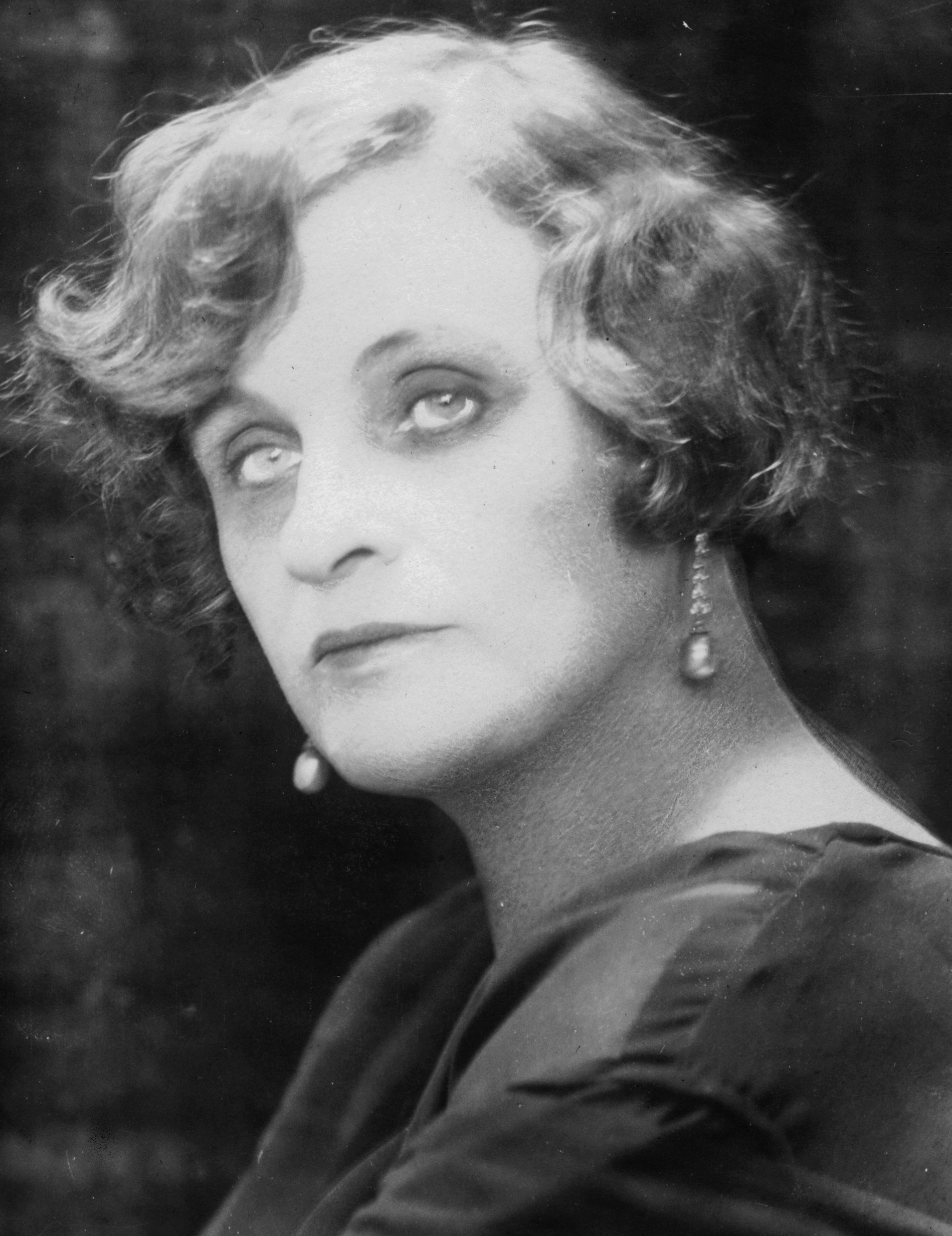
Н. Тэффи
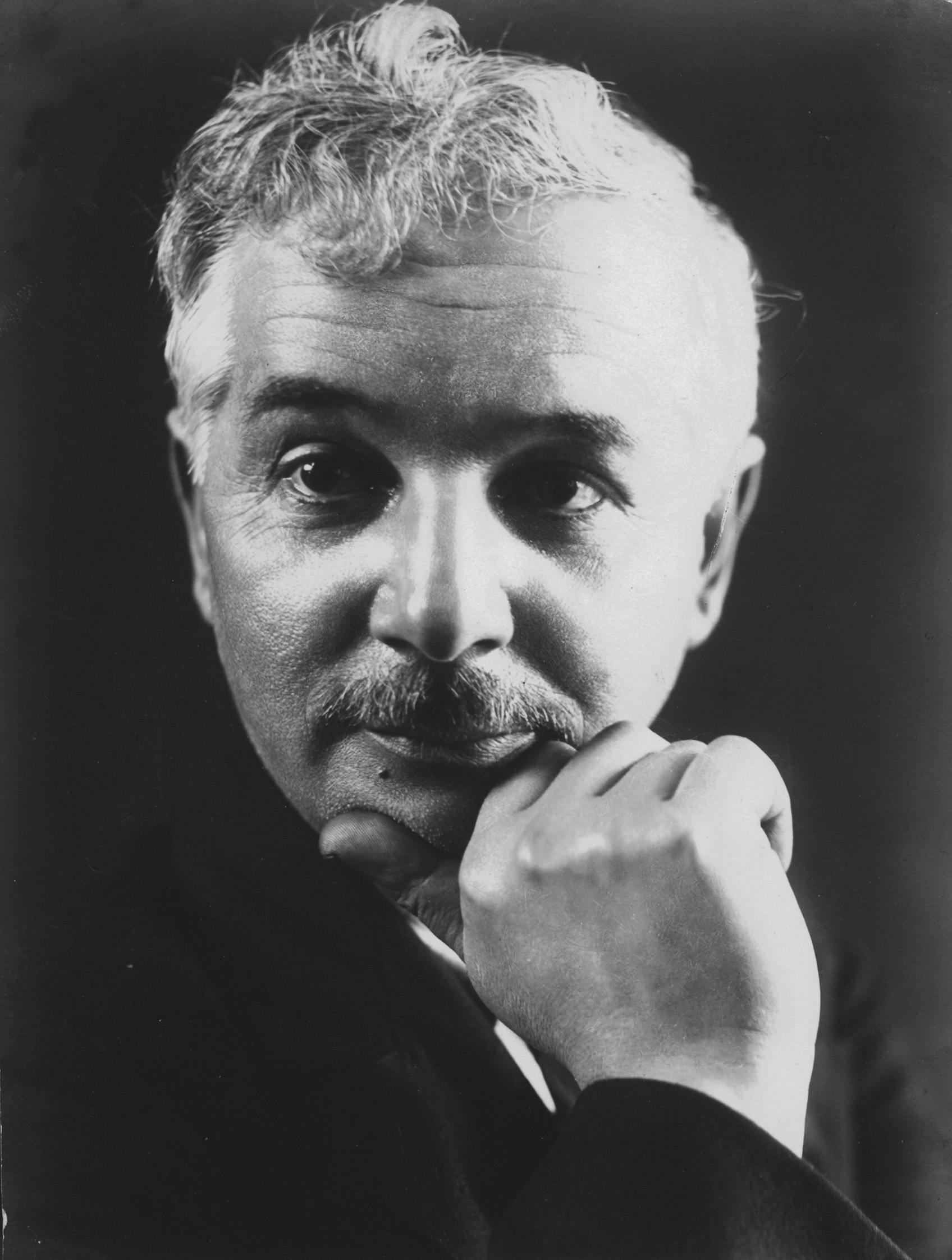
Саша Чёрный
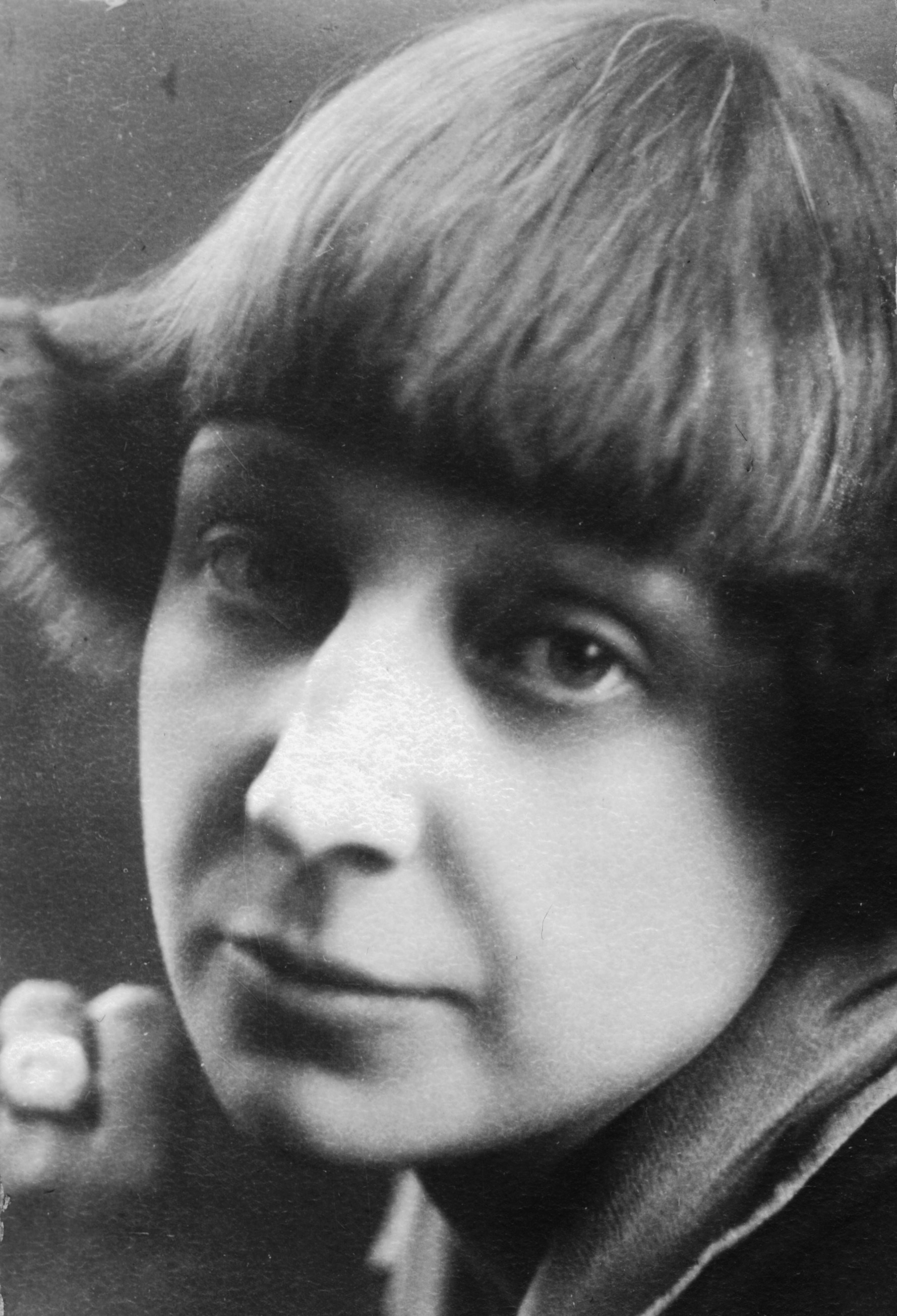
М. Цветаева

…Шумов — больше, чем просто фотограф, пусть даже искусный: это очень тонкий психолог, высокообразованный человек, которого любят и посещают поэты, художники, он сам — художник, мыслящая личность…
 — писала критика.

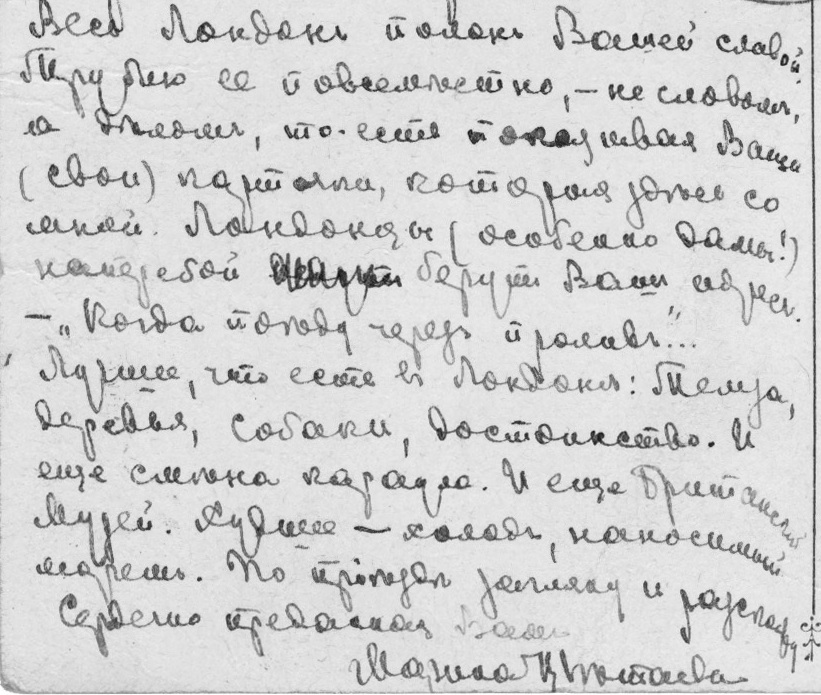
Фрагмент открытки М. Цветаевой П. Шумову. Лондон. 24 марта 1926

А. И. Куприн, направляя на рю дю Фобур Сен-Жак знакомых музыкантов, писал: «Дорогой Пётр Иванович, к Вам обратится квартет Кедровых, чтоб и Вы увековечили их своим художественным объективом. Будьте к ним так же любезны, как и ко мне, Вашему другу и покорному слуге. Ваш Александр Куприн». «Дорогой Петр Иванович. Карточки восхитительны, — писала М. И. Цветаева, приглашая фотографа на свой вечер в начале марта 1926 года. — Сделайте мне, пожалуйста, для начала по две». В открытке, посланной из Лондона 24 марта того же года, она сообщала: «Весь Лондон полон Вашей славой. Трублю её повсеместно, — не словом, а делом, то есть показывая Ваши (свои) карточки, которые здесь со мной. Лондонцы (особенно дамы!) наперебой берут Ваш адрес». «Я не забуду конечно Вас благодарить за Ваши присланные фотопортреты с меня, полные жизни и экспрессии! Спасибо», — писал М. Шагал в 1927-м. Эти и многие другие письма благодарных посетителей ателье сохранились в архиве Шумова.
В 1929-м году художник пожертвовал свои фотоработы для благотворительной лотереи в пользу Комитета помощи русским писателям и учёным во Франции.

#### «Буашумов»

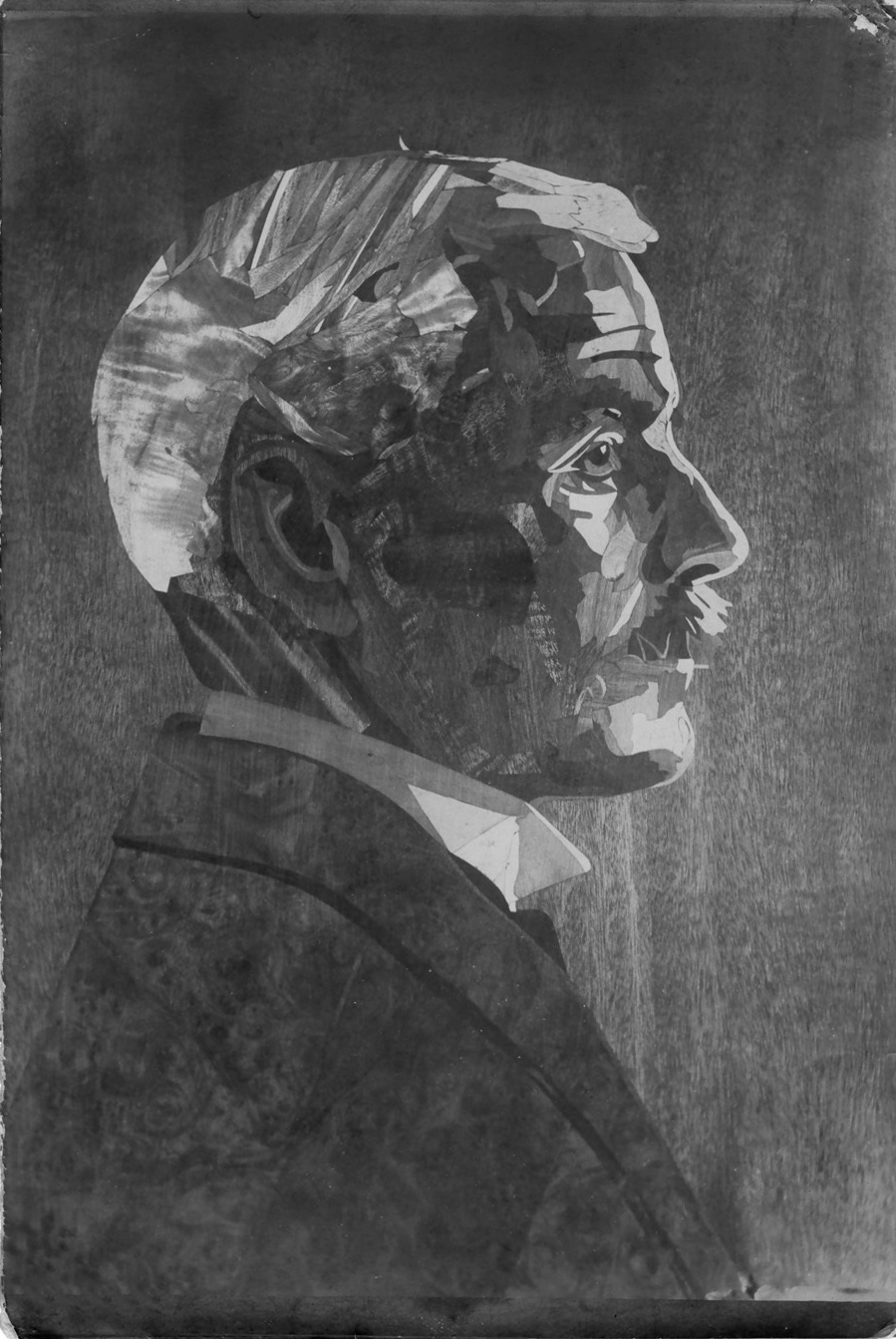
Портрет Р. Макдональда работы П. Шумова. Буашумов, инкрустация

Шумову принадлежит изобретение оригинального метода художественного изображения, получившего название «Буашумов» (фр. Les Boischoumoff) — инкрустация на дереве, выполняемая на основе фотографии. Используя фотопортрет как основу, мастер переносил на деревянную поверхность главные контуры и линии лица. Затем вырезал тончайшие лепестки из разных пород дерева и укладывал их вплотную друг к другу — так, чтобы тона и оттенки перетекали друг в друга, образуя инкрустированный портрет. Для этой работы художник заказывал экзотические породы дерева разных тонов.
В 1931 году французский поэт, критик и переводчик А. Мерсеро писал:
После долгих экспериментов Шумов изготавливает теперь портреты с деревянными инкрустациями под названием «Буашумов». При этом разнообразие тонов, получаемое за счёт использования различных видов натурального дерева — белого дерева всех оттенков, тёмного дерева, жёлто-серого, носит бесконечный характер. Ему нужно для этого подобрать зернистость, цвет, породу дерева, и тогда уже в дело вступают одновременно надёжность его интуиции и его искусство.

### Польша

#### Оценка роли в революционной борьбе

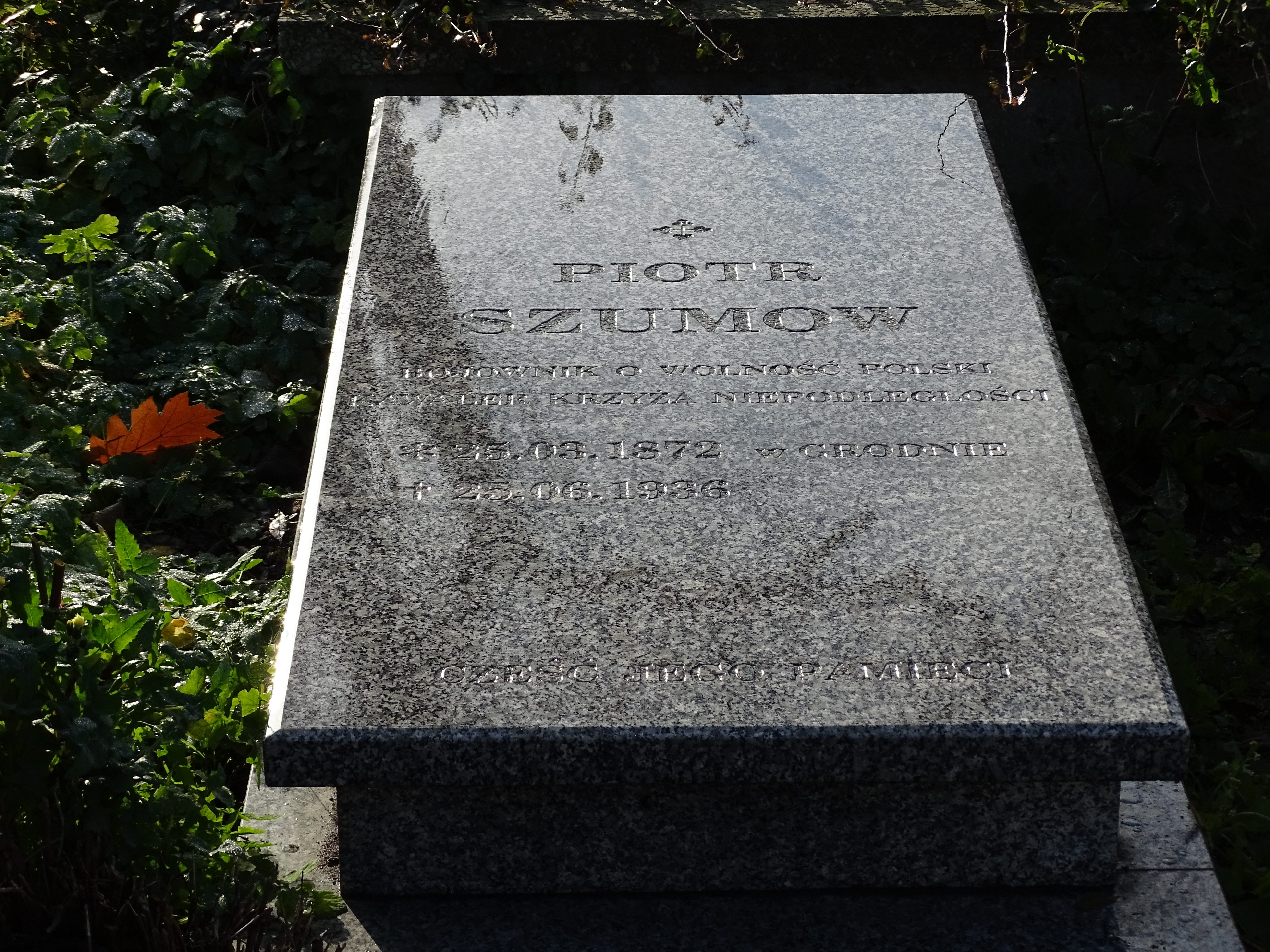
Его могила в Лодзи

Мировой экономический кризис 1929 года затронул и ателье на рю дю Фобур Сен-Жак, в июле 1933-го его пришлось закрыть. Шумов с женой и сыном переезжает в Польшу, работает консультантом на крупном химическом заводе в Лодзи.
В июле 1934 года польское правительство награждает его Крестом Независимости — за заслуги в революционной борьбе.
25 июня 1936 года П. И. Шумов скончался от сердечной недостаточности. На его похоронах присутствовали видные польские деятели. Похоронен на кладбище Евангелической реформистской церкви в Лодзи.

## Семья
После смерти П. И. Шумова его жена Екатерина (урожд. Кейла Лапина; 1880—1941/42) вернулась в Гродно, в дом, доставшийся по наследству от родителей. В начале Второй мировой войны погибла в немецком концлагере.
Дочь Мария (1904—1917) умерла в Париже в детском возрасте.
Дочь Татьяна (в браке Гуревич; 1914/1915—1998) после войны жила в Ленинграде, работала в Музее А. С. Пушкина на Мойке, 12, сотрудничала в издательстве «Аврора», преподавала французский язык; в 1970-м вернулась в Париж.

Серж Шумов с отцом. Париж. Конец 1920-х годов (?)

Сын Сергей (1921—2012) в 1936 году, после смерти отца, вернулся в Париж, учился в лицеях Монтень и Луи-ле-Гран, на факультете наук Парижского университета, в Национальном институте науки и техники ядерных исследований. Получил диплом лиценциата математических наук. Во время войны участвовал в движении Сопротивления, арестован в 1942 году, отправлен в концентрационный лагерь Маутхаузен. После освобождения работал инженером в Центре исследований в области физики (1954), с 1956-го руководител отделом ядерных исследований Французского отделения компании «Thompson-Hauston». С 1962-го — начальник лаборатории и главный инженер, член и президент административного совета Французского общества по изучению вакуума (1964—1965); в 1968—1990 годах — член исполнительного совета Международного Союза по науке и технике и использованию вакуума (UISTAV). Автор большого количества публикаций по физике вакуума и его применению, ряда работ о Маутхаузене. Вице-президент Международного комитета узников Маутхаузена. Кавалер ордена Почётного легиона и Военного креста. Награждён Воинской медалью, Крестом Добровольцев Сопротивления, Крестом Добровольцев, Медалью Интернированных за участие в Сопротивлении, почётным знаком «За заслуги перед Австрийской республикой».

## Наследие
Работы Петра Шумова хранятся в Музее Родена, агентстве «Роже-Виолле» («Roger-Viollet») (Париж), Российском государственном архиве литературы и искусства (Москва).
Значимой единицей фонда Шумова в Музее Родена является собственноручно составленная фотографом полная опись его работ, посвящённых Родену и его произведениям, — 149 оригинальных фотографий произведений мэтра и 58 портретов и снимков, иллюстрирующих творческую жизнь и быт скульптора, — фотодокументальное свидетельство последних лет жизни Родена.
В СССР фотографии Шумова часто использовались для иллюстрирования литературно-художественных изданий — без указания авторства, по сложившейся традиции или незнанию издателей, авторство не всегда указывается и изданиях постсоветской России XXI столетия.

## Выставки
- «Огюст Роден. 1840/1917» («Auguste Rodin. 1840/1917»). Базель, Берн, 1918
- Персональная выставка фотопортретов в помещении «Русского книгоиздательства „Я. Поволоцкий и Ко“». Париж, март 1921
- Персональная выставка фотопортретов в помещении фабрики «Люмьер» (l’usine «Lumière»). Париж, декабрь 1921
- Гран-при Лондонского салона фотографии (International Exhibition of The London Salon of Photography). Лондон, 1922
- Бронзовая медаль Французского общества фотографии (Société française de photographie). Париж, до 1925
- Золотая медаль Международной выставки современных декоративных и промышленных искусств (Exposition internationale des Arts décoratifs et industriels modernes). Париж, 28 апреля — 25 октября 1925
- Осенний салон (Salon d’automne). Париж, октябрь—ноябрь 1927; октябрь—ноябрь 1930
- Салон Тюильри (Salon des Tuileries). Париж, июль 1932
- Персональная выставка в Библиотеке-Фонде «Русское зарубежье». Москва, май 2000
- «Русский парижанин»: Персональная выставка в Музее-квартире А. С. Пушкина. Санкт-Петербург, 8 июня — 8 июля 2000
- «Русский фотограф в Париже. Пьер Шумов»: Персональная выставка в Музее Родена (Musée Rodin). Париж, 25 января — 3 апреля 2005[33]
- «Роден и фотография» («Rodin et la photographie»). Музей Родена. Париж, 14 ноября 2007 — 2 марта 2008
- Национальный исторический музей Республики Беларусь. Минск, март 2012[34]

## Комментарии
1. ↑  От фр. bois — дерево + фамилия художника.

### На русском языке
- Шумов Пётр Иванович // Российское зарубежье во Франции, 1919—2000 : биогр. слов. : в 3 т. / под общ. ред. Л. Мнухина, М. Авриль, В. Лосской. — М. : Наука : Дом-музей Марины Цветаевой, 2010. — Т. 3 : С—Я. Дополнения. — С. 584. — 752 с. — 1000 экз. — ISBN 978-5-02-036267-3. — ISBN 978-5-02-037382-2 ; ISBN 978-5-93015-117-6 (т. 3).
- Русское зарубежье:  Хроника научной, культурной и общественной жизни. 1920—1940. Франция / под общ. ред. Л. А. Мнухина. — Т. 1—4. — М.; Paris: Эксмо ; YMCA-Press, 1995—1997. — Т. 1: 1920—1929. — С. по указателю. — 630 с.
- Русский парижанин: Фотографии Петра Шумова:  фотоальбом = Un parisien russe: Photographies de Pierre Choumoff / [на рус. и фр. яз. ; сост. С. Шумов, П. Гуревич, С. Некрасов и др]. — М.: Рус. путь, 2000. — 96 с. — 2000 экз. — ISBN 5-85887-082-1.
- Урес А. В объективе русского художника // Невское время : газета. — 2000. — 10 июня. — № 104 (2227).
- Леонидов В. Великий и почти забытый Пётр Шумов // Наше наследие : журнал. — 2000. — № 55.
- Волкова Г. В. Фотография в общественно-политической и культурной жизни Российского зарубежья (1920—1930-е гг.) // Новый исторический вестник : журнал. — М., 2007. — Вып. 16. — С. 251—264.
- Антонова А. Возвращение имён: Пётр Иванович Шумов // Гродзенская праўда : газета. — 2013. — 15 августа. Архивировано 22 мая 2014 года.

### На белорусском языке
- Вашкевіч А. Любмы фатограф Радэна // Мастацтва: журнал. — 2018. — № 11 (428).
- Вашкевіч А. Пётр Шумаў і гродзенскія рэвалюцыянеры пачатку ХХ стагоддзя // Гарадзенскі палімсест. — 2014.

### На французском языке
- Glutron V. Le fonds Choumoff / dir. de publ., réd. en chef H. Pinet. — 4 vol. — Paris, 1997. — 40+[14+58+74] p.
- Carette C. P. Choumoff : le dialogue de la photographie et de la sculpture : un moment d'équité / dir. de la recherche M. Poivert. — Paris: Université Panthéon-Sorbonne, 2007. — 117 p.
- Viéville D. (préf., etc.), Pinet, H., Garet, M. et al. Rodin et la photographie : [Exposition : Paris, Musée Rodin, 14 novembre 2007 — 2 mars 2008]. — Paris: Musée Rodin, 2007. — 223 p. — ISBN 978-2-07-011909-7.